# Carlos Araujo
Carlos Luciano Araujo (Mendoza, 19 novembre 1981) è un ex calciatore argentino, di ruolo difensore.

## Caratteristiche tecniche
Gioca come terzino destro.

## Palmarès
- Coppa Sudamericana: 1

Lanús: 2013